# Sporobolus pamelae
Sporobolus pamelae är en gräsart som beskrevs av Bryan Kenneth Simon. Sporobolus pamelae ingår i släktet droppgräs, och familjen gräs. Inga underarter finns listade i Catalogue of Life.